# Isabel, Countess of Menteith
Isabel, Countess of Menteith († zwischen 1264 und 1273) war eine schottische Adlige.

## Herkunft und Ehe mit Walter Comyn
Isabel war eine Tochter von Murdoch, Earl of Menteith. Als Erbin ihres Vaters wurde sie zwischen dem 30. Juni 1233 und dem 9. Januar 1234 mit dem Adligen Walter Comyn verheiratet, der wesentlich älter als sie war. Nach dem Tod ihres Vaters 1234 wurde Comyn durch das Recht seiner Frau Earl of Menteith. Er war bereits zuvor einer der führenden schottischen Adligen gewesen. In den 1250er Jahren dominierte er während der Minderjährigkeit von König Alexander III. zeitweise den Regentschaftsrat.

## Streit um Menteith
Isabels Ehe mit Walter Comyn blieb aber kinderlos oder ohne überlebende Kinder, so dass nach seinem Tod 1258 die Erbfolge in Menteith ungeklärt war. 1259 beanspruchte Walter Bulloch, ein jüngerer Bruder von Alexander Stewart, den Titel Earl of Menteith. Walter Bulloch war mit Mary verheiratet, die vermutlich eine Cousine von Isabel war. König Alexander III. entschied den Streit 1260 zugunsten von Walter Bulloch und entzog Isabel den Titel. Die Besitzungen in Menteith wurden jedoch nicht an Walter Bulloch übergeben. Zahlreiche Adlige waren mit der Entscheidung des Königs unzufrieden. Isabel hatte 1259 mit Billigung des Königs den englischen Ritter Sir John Russell geheiratet. Unter merkwürdigen Umständen wurden sie und Russell im Herbst 1260 von John Comyn of Badenoch, einem Neffen ihres ersten Mannes, gefangen genommen. John Comyn beschuldigte Isabel und ihren neuen Mann, seinen Onkel Walter vergiftet zu haben. Dabei wurde er von zahlreichen Magnaten, vor allem vom Earl of Buchan und vom Earl of Mar, aber auch von Alan Durward, vom Earl of Fife und Earl of Strathearn unterstützt. Sie zwangen Isabel im Gegenzug für ihre Freilassung zur Herausgabe der Ländereien von Menteith. Dann wurden Isabel und Russell aus Schottland vertrieben. Sie sollten erst zurückkehren dürfen, wenn sie sich vor einem von Adligen gebildeten Gericht verantworten würden. Der König war während dieser Zeit in England und konnte nicht eingreifen. Im November 1260 verließ er abrupt den englischen Königshof und kehrte nach Schottland zurück. Vor dem 17. April 1261 bekräftigte der König seine Entscheidung, Walter Bulloch als Earl of Menteith anzuerkennen. Der Earl of Mar, der Earl of Buchan und Alan Durward, die bislang den Anspruch von John Comyn auf den Titel unterstützt hatten, akzeptierten diese Entscheidung des Königs. John Comyn fiel dagegen in Ungnade und verlor auch sein Amt als Justiciar of Galloway. Damit hatte sich in dem Streit die Familie Stewart gegen die Familie Comyn durchgesetzt.

## Fortsetzung des Erbstreits
Im September 1261 präsentierten Isabel und Russell eine 1213 ausgestellte Urkunde, nach der Marys Vater zugunsten von Isabels Vater auf Menteith verzichtet hätte. Sie wandten sich nun an die päpstliche Kurie in Rom und baten um Unterstützung. Die Kurie beauftragte einen päpstlichen Legaten mit der Untersuchung des Erbstreits, der aber nicht nach Schottland reiste und den Streit nicht lösen konnte. Im Januar 1264 übertrug die Kurie die Entscheidung an mehrere schottischen Prälaten. Danach ist über den weiteren Verlauf dieser Untersuchung nichts mehr bekannt. Isabel und ihr zweiter Ehemann John Russell waren vor 1273 gestorben. Aus ihrer Ehe mit Russell hatte sie eine Tochter. Diese wurde mit William Comyn of Kirkintilloch, einem jüngeren Sohn von Isabels früheren Widersacher John Comyn of Badenoch verheiratet. Dieser verfolgte jahrelang den Erbstreit um Menteith gegen Walter Bulloch weiter, wobei er sich dabei nicht nur an schottische Gerichte, sondern auch an den englischen König wandte. Schließlich entschied eine von Alexander III. geleitete Ratsversammlung in Scone im April 1285, dass William Comyn of Kirkintilloch die Hälfte der Ländereien von Menteith zustand. Die andere Hälfte und der Titel Earl of Menteith blieben aber bei Walter Bulloch. Damit wurde Menteith die erste schottische Grafschaft, die erbrechtlich geteilt wurde.